# Ctenomys pontifex
El tuco-tuco de San Luis o tucu-tucu marrón (Ctenomys pontifex) es una especie de roedor histricomorfo de la familia Ctenomyidae endémica de Argentina. Para la "Sociedad Argentina para el Estudio de los Mamíferos (SAREM), esta especie está en situación de "rara". 

## Fuente
- Baillie, J. 1996. Ctenomys pontifex. 2006 IUCN Lista Roja de Especies Amenazadas; consultado el 29 de julio de 2007.